# جاك أنتوني (لاعب كرة قدم أسترالية)
جاك أنتوني (بالإنجليزية: Jack Anthony)‏ هو لاعب كرة قدم أسترالية أسترالي، ولد في 19 يناير 1988 في فيكتوريا في أستراليا.

## وصلات خارجية
- جاك أنتوني على موقع AustralianFootball.com (الإنجليزية)
- جاك أنتوني على موقع AFLtables.com (الإنجليزية)